# ミハイル・フラトコフ
ミハイール・エフィーモヴィチ・フラトコーフ（ロシア語: Михаи́л Ефи́мович Фрадко́в、ラテン文字転写の例：Mikhaíl (Y)efímovich Fradkóv、1950年9月1日 - ）は、ロシア連邦の政治家。ウラジーミル・プーチン政権で第7代ロシア連邦首相、第4代ロシア対外情報庁長官を務めた。

## 来歴
1950年9月1日にソビエト連邦のロシア・ソビエト連邦社会主義共和国のクイビシェフ州クルーモチ村にて、ユダヤ系の父のエフィム・フラトコフとロシア人の母の間に誕生する。
1972年にモスクワ工作機械大学を卒業後、1973年に対外経済関係省に入省。インドのソビエト連邦大使館の経済部門で勤務し、1981年には対外貿易アカデミーを修了した。1975年から1984年にかけてソビエト連邦国家経済関係委員会の対外貿易公団「チャジュプロムエクスポルト」に勤務。続いて1984年に国家経済関係委員会納入総局副総局長に就任。その後1988年にソビエト連邦対外経済関係省対外経済取引調整・規制総局第一副総局長に就任した。1991年にはジュネーヴに派遣され、GATTのロシア代表となった。ソビエト連邦崩壊後の1992年10月に対外経済関係次官に昇進し、1年後の1993年10月には第一次官に任命された。
1997年にボリス・エリツィン大統領によって対外経済関係・通商相に任命され、1年後の内閣総辞職まで閣僚を務めた。1999年には再び通商相に起用される。2000年5月に第2代ロシア連邦大統領となったウラジーミル・プーチンの時代にロシア連邦安全保障会議第一副書記に就任し、その後連邦税務警察庁長官に任命された。2003年にはロシアの欧州連合担当特使に派遣される。
2004年3月5日にウラジーミル・プーチン大統領によって首相に任命され、第1次・第2次ミハイル・フラトコフ内閣を組閣。元経済官僚のフラトコフは対外貿易問題を専門とし、フラトコフ内閣のもとではロシア経済の好調維持と国際経済への参加推進が期待された。一方でプーチン政権を支える旧ソビエト連邦国家保安委員会人脈の外にあり、政治的にも比較的無名なフラトコフが2004年ロシア連邦大統領選挙を2週間前に控えた時期に首相に抜擢されたことは驚きをもって受け取られ、彼がソ連時代にKGB（ソビエト連邦国家保安委員会）と繋がりがあったとする説も流れた。

### 訪日
2007年2月27日から2月28日にかけてヴィクトル・フリステンコ産業エネルギー相ら閣僚・企業家などを伴って日本を訪問。第2回日露投資フォーラムに出席した他、安倍晋三・麻生太郎・尾身幸次・甘利明らと会談した。領土問題解決の重要性やサハリン沖の海底油田開発プロジェクトの円滑な実施を確認した。

### 首相辞任
同年9月12日にフラトコフ首相はプーチン大統領に辞意を表明。プーチン大統領はフラトコフの後任としてヴィクトル・ズプコフを容認した。プーチンはフラトコフに賞を授与し、ロシア連邦下院議会にて後任が確定するまではフラトコフに首相のままでいるよう伝えた。9月14日にズブコフが承認された。

### 対外情報庁長官の指名・就任
同年10月6日にプーチンはフラトコフをロシア対外情報庁長官に指名する。

### その後
2016年9月22日にウラジーミル・プーチン大統領は、ロシア対外情報庁長官をフラトコフからセルゲイ・ナルイシキン下院議長に交代させ、フラトコフにはロシア鉄道取締役会議長（会長）に就任させるつもりであったが、このことは実行されないまま2016年10月5日にロシア対外情報庁長官と安全保障会議メンバーを解任された。2016年11月2日付けのロシア連邦大統領令により、2017年1月4日から連邦国家科学予算機関「ロシア戦略研究研究所」所長に就任した。またフラトコフはロシア対空防衛システム製造企業「アルマズ＝アンテイ」社の代表取締役を打診された。

## 私生活
英語とスペイン語を話す。妻のエレーナとの間に2人の子供がいる。